# Logies en ontbijt

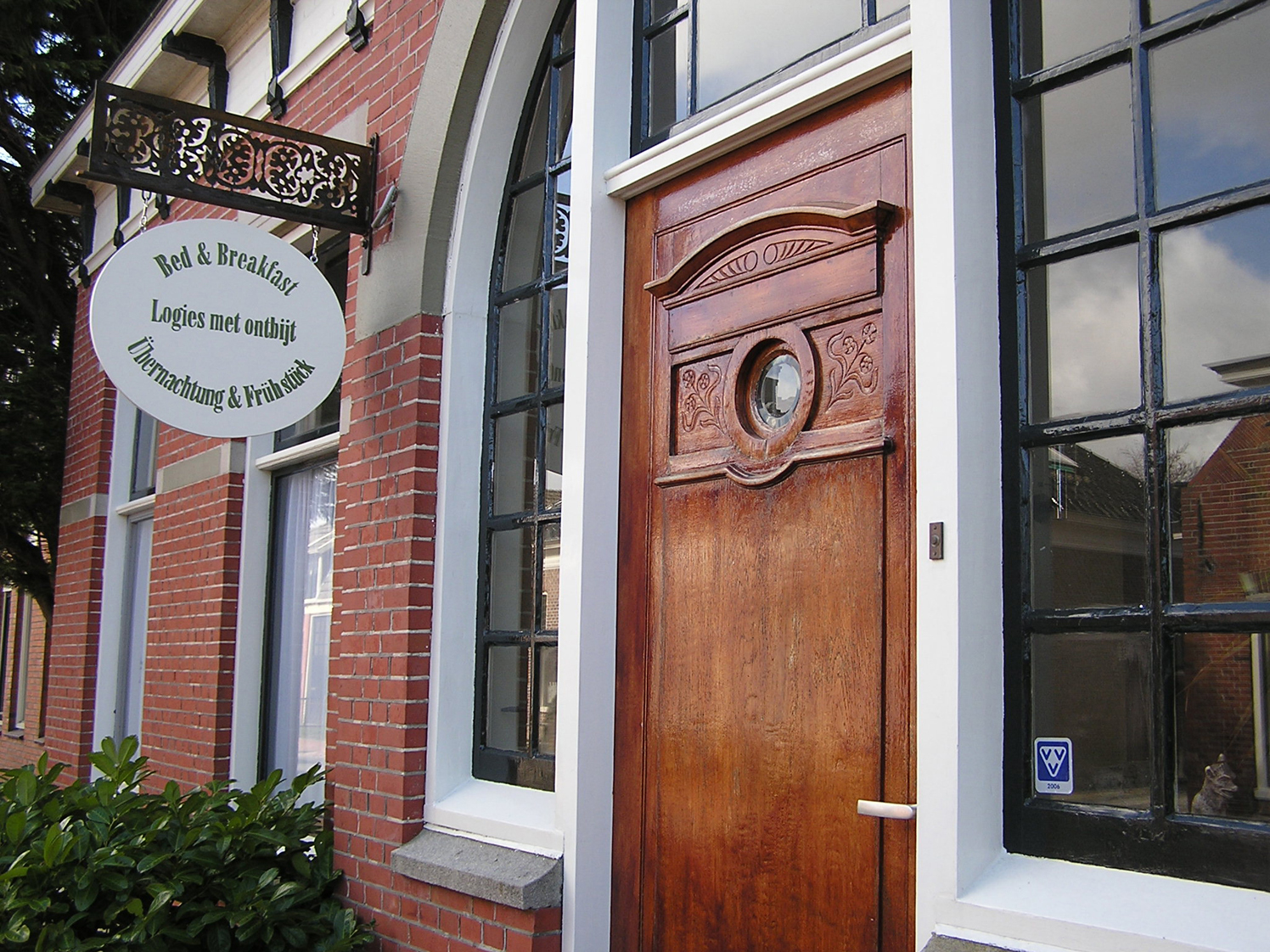
Bed and breakfast met uithangbord in drie talen

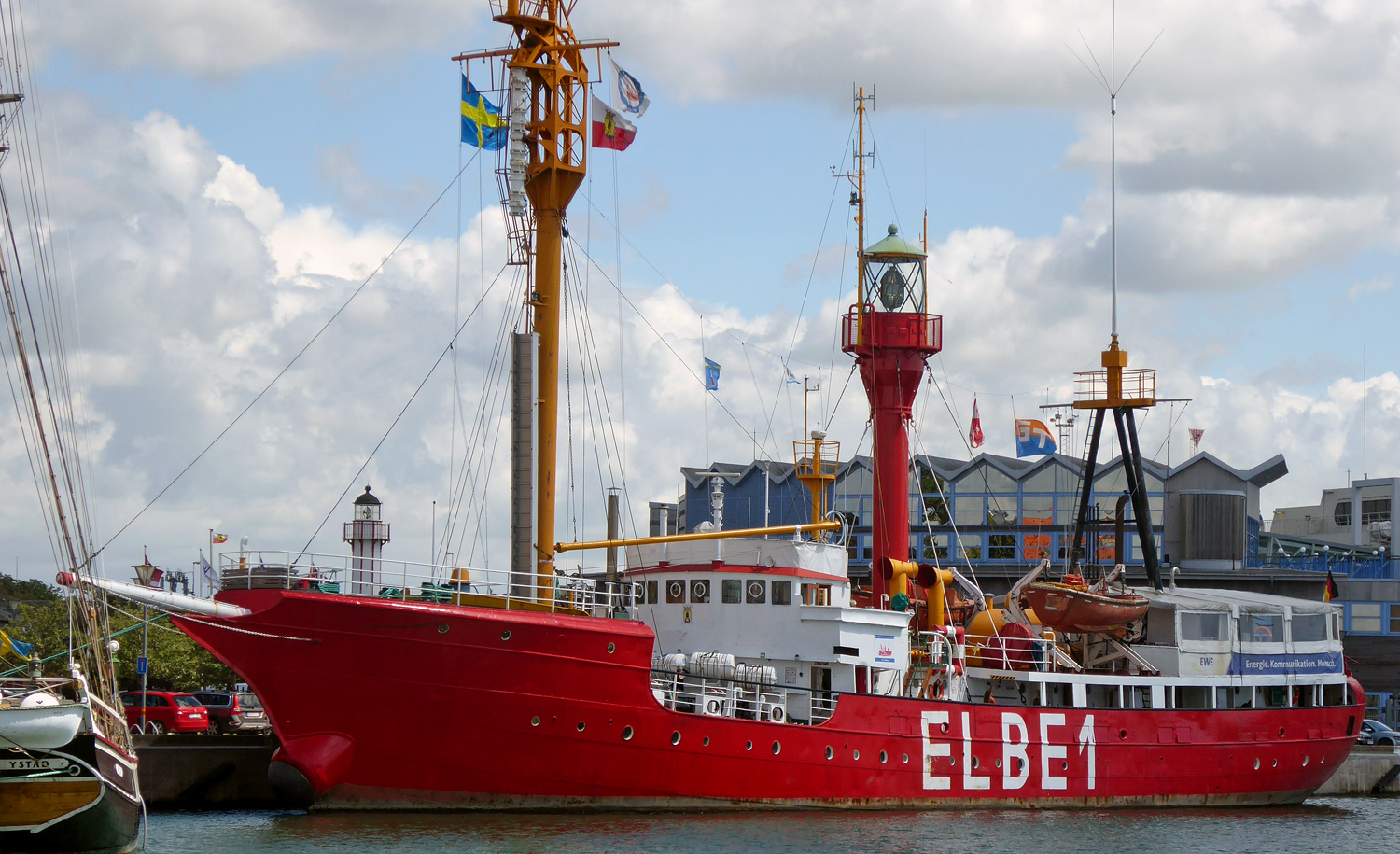
Lichtschip Bürgermeister O´Swald II biedt een beetje speciale accommodatie, tijdens zijn actieve tijd lag het voor anker in de inham van de Elbe, nu is het een B&B in de haven van Cuxhaven.

Logies en ontbijt is een gelegenheid, doorgaans een woonhuis, waar men tegen betaling kan overnachten en ontbijten. Een en ander wordt ook wel aangeduid met de Engelse term Bed and Breakfast (letterlijk 'bed en ontbijt', vaak afgekort tot B&B). In Friesland heet het Bêd & Brochje.

## Achtergrond

### Groot-Brittannië
Bij een B&B in Groot-Brittannië gaat het om een kleinschalige verblijfsaccommodatie die de mogelijkheid biedt tot een toeristisch en veelal kortdurend verblijf, waarbij ook ontbijt wordt geserveerd. Overnachting en ontbijt worden aangeboden in een woonhuis of bijgebouw dat wordt geëxploiteerd door de eigenaren van het betreffende huis.
Gasten overnachten dus bij gezinnen en mogen soms kiezen of ze hun ontbijt op bed of in de eetkamer van de bewoners willen hebben. Het is een alternatief voor kamers in de gebruikelijke hotels, waarbij een uitgebreid Engels ontbijt bij de prijs is inbegrepen.
Het komt voor dat iedere kamer een eigen badkamer heeft, het komt ook voor dat de sanitaire voorzieningen worden gedeeld met andere gasten en/of met de bewoners.
Wanneer kamers nog beschikbaar zijn, wordt dit aangeduid met Vacancies.

### Geschiedenis
Het principe van logies en ontbijt bestaat al lange tijd. Zo bieden kloosters al eeuwen logies met ontbijt aan en ze doen dat op sommige plaatsen nog steeds. Al ruim voor de twintigste eeuw was het gebruikelijk reizigers de nacht doorbrachten bij particulieren.

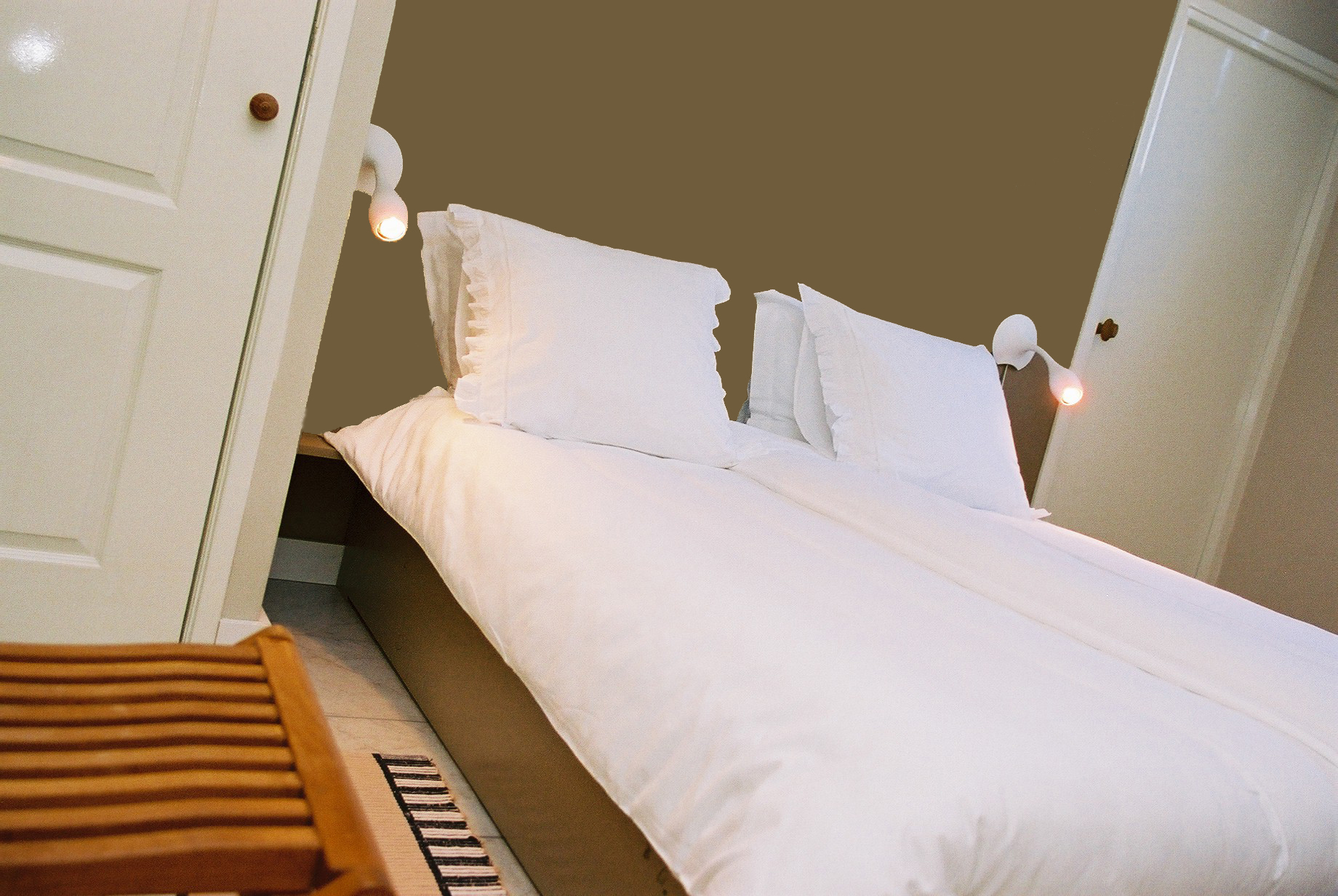
Gastenkamer

Logies en ontbijt was vooral favoriet bij Europese reizigers. De Europese kolonisten brachten het principe van logies en ontbijt mee naar de Verenigde Staten. Op hun reizen zochten ze een veilig onderkomen in huizen en herbergen. Wel was het zo dat de sociale stand van degene die onderdak zocht overeen moest komen met die van zijn gastheer. Sommige van deze historische locaties doen nog steeds dienst als B&B.
Tijdens de Grote Depressie in de jaren 30 van de twintigste eeuw stelden veel mensen hun huizen open voor reizigers om extra inkomen voor het gezin te verdienen. Na de Depressie nam deze vorm van logies in populariteit af en kregen Bed and Breakfast onderkomens het imago van een low budget accommodatie. Met de komst van de snelwegen ontstonden motels en verdwenen de B&B’s naar de achtergrond.
Door de internationalisering, de sterke toename van het aantal reizigers en de komst van internet is het begrip Bed and Breakfast aan het begin van de 21e eeuw herontdekt. B&B’s worden niet langer gezien als een low budget voorziening, maar als een aantrekkelijk alternatief voor een hotel. Er zijn B&B’s die faciliteiten aanbieden die niet onderdoen voor de meest luxe verblijfsaccommodaties. De term B&B is een wereldwijd begrip geworden.

### Kleinschaligheid
Ook buiten het Verenigd Koninkrijk gaat het om een kleinschalige overnachtingsaccommodatie die deel uitmaakt van een woning. De logies en ontbijtvoorziening is een nevenfunctie, naast het wonen of de agrarische functie. Een Nederlandse B&B heeft gemiddeld 2,5 gastenkamers en 5,3 slaapplaatsen.
Bij een B&B met meer dan zeven kamers wordt er ingeboet aan kleinschaligheid en gaat de accommodatie meer op een pension of hotel lijken. Een B&B met meer dan zeven kamers is moeilijk te exploiteren door één of twee personen en zal personeel moeten inschakelen. Uit marktonderzoek (2006 en 2007) blijkt dat het omslagpunt van kleinschaligheid bij zeven kamers ligt. Ook in andere Europese landen is een grens van zeven kamers heel gebruikelijk.
Een B&B onderscheidt zich daarmee van een hotel of pension. Logies en ontbijtverblijven kennen vaak geen voorzieningen voor opslag van bagage en vertrek- en aankomsttijden zijn meer beperkt.

## Logies en ontbijt in Nederland
In Nederland werd lange tijd uitsluitend het begrip ‘logies en ontbijt’ gebruikt. Anno 2017 spreekt men ook in Nederland overwegend van de Engelse term ‘Bed and Breakfast’. Ook ‘gastenkamer’ wordt weleens gebruikt.
Nagenoeg alle B&B's worden door een familie gedreven en de verblijven zijn te vinden over heel Nederland, zowel op het platteland als in de stad. Er zijn allerlei typen panden, bijvoorbeeld: monumenten, boerderijen, oude scholen, landhuizen, pastorieën en molens. In 2009 waren er volgens "Wegwijs in de Bed and Breakfast-sector" van NRIT Onderzoek naar schatting ruim 5000 logies en ontbijt in Nederland.

### Classificatie
Sinds 2007 bestaat er in Nederland een classificatiesysteem voor B&B's. De term "Bed and Breakfast" is anders dan de term "Hotel" niet wettelijk beschermd, zodat het classificeren van een B&B niet noodzakelijk is. In november 2018 waren er ruim 500 geclassificeerd.

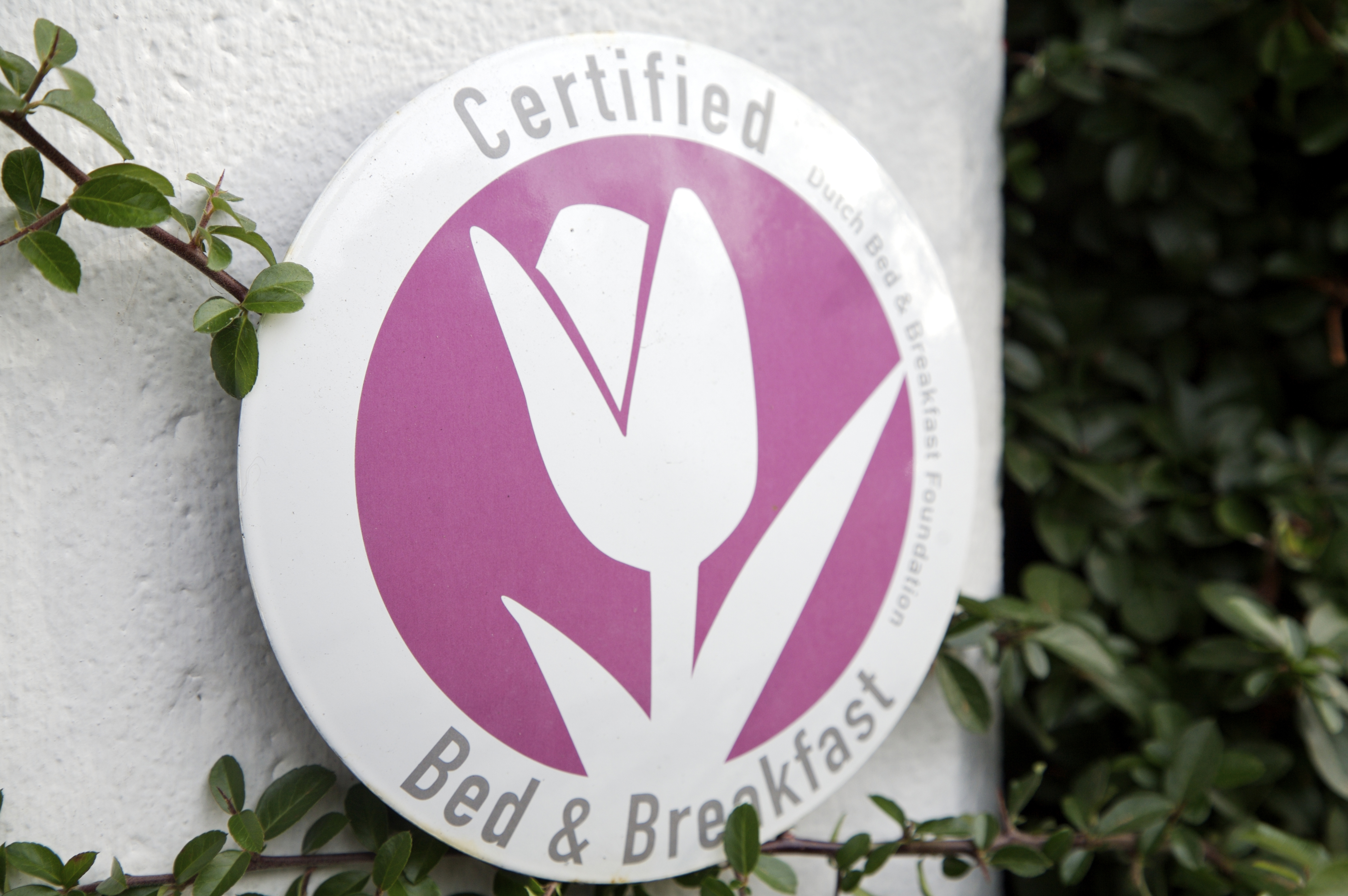
Kwaliteitsschild van de Stichting Bed & Breakfast Nederland

De kwaliteit van B&B's die zich willen laten classificeren wordt aangeduid met één tot en met vijf tulpen. Door een normenlijst op internet in te vullen, worden deelnemers in een van de vijf categorieën ingedeeld. Deze classificatie is voorlopig, totdat een van de "mystery guests" de B&B heeft bezocht. Dan pas wordt de classificatie definitief. Stichting Bed & Breakfast Nederland onderhoudt de Nederlandse Bed & Breakfast Classificatie, stuurt de "mystery guests" en certificeert de B&B’s vervolgens.

## Frankrijk

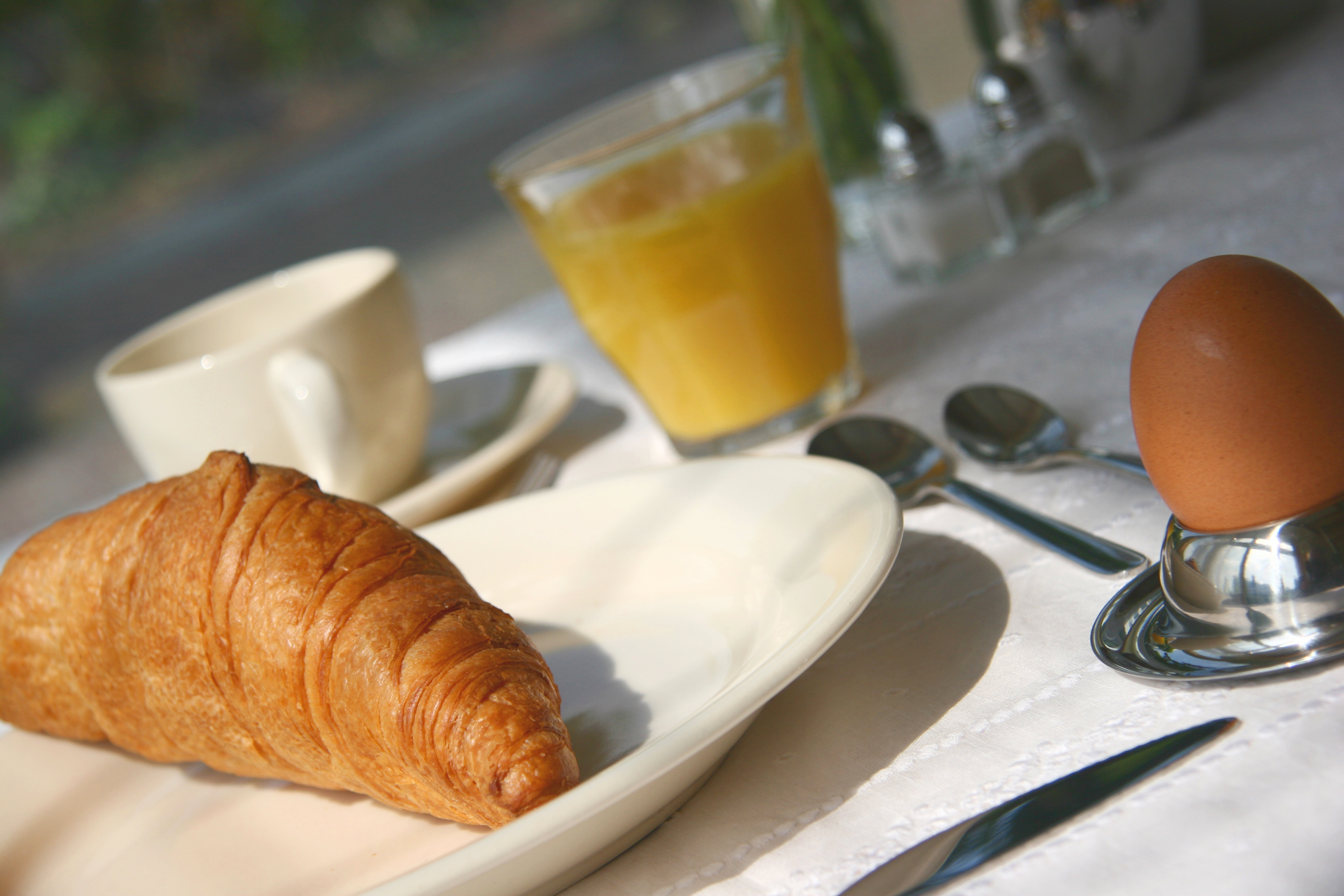
Ontbijt

In Frankrijk bestaan logies en ontbijt als chambre d'hôtes, 'kamer van de gastheren/gastvrouwen'. Er bestaan diverse gradaties, variërend van zeer eenvoudige tot zeer luxueuze nachtverblijven. Net als in Nederland bestaat er in Frankrijk een classificatiesysteem voor de diverse chambres d'hôtes. Zo zijn er de organisaties Clé Vacances en Gites de France. Het is aan de eigenaren om te beslissen of zij daar wel of niet voor in aanmerking willen komen.
In Frankrijk is het onderscheid tussen chambre d'hôtes en hotel gebaseerd op het aantal bedden. Vanaf 15 verhuurbare bedden gaat het automatisch om een hotel en valt men onder een geheel andere regelgeving.
Wanneer men in Frankrijk een chambre d'hôtes wil beginnen, volstaat het deze activiteit aan te melden bij de burgemeester. Verdere ontplooiing en promotie heeft men uiteraard in eigen hand. De burgemeester mag iemand niet zonder reden verbieden een chambre d'hôtes of een boerderijcamping, een camping à la ferme, te beginnen.
Onder de naam B&B bestaat in Frankrijk een keten van budget hotels met zelfbedieningsmogelijkheid. Het gaat dan dus niet om logies en ontbijt.

## Andere landen
In Duitsland wordt logies en ontbijt wel aangeduid met de begrippen Gästezimmer; de vermelding Zimmer frei duidt erop dat in het etablissement nog een of meerdere kamers beschikbaar zijn. Een in Duitsland gangbaar begrip is Hotel garni. Dit is veelal een klein pension in privébezit, dat het midden houdt tussen een hotel en een B&B en waar kamers met ontbijt worden aangeboden, maar waarin gewoonlijk geen restaurant aanwezig is.
In Denemarken is een overnachting in een B&B, ondanks de naam, lang niet altijd inclusief ontbijt. Er is echter een volledig ingerichte keuken die door de gast kan worden gebruikt. Van de gast wordt verwacht dat hij ook voor de afwas zorgt.
Japan kent het Minshuku.